# هوانگ جونچون
هوانگ جونچون (انگلیسی: Huang Junqun؛ زادهٔ ) یک بازیکن تنیس روی میز است. 
وی در مسابقات کشوری و بین‌المللی در مجموع برنده ۱ مدال طلا، ۱ مدال نقره، ۳ مدال برنز شده‌است.